# Sociedad Alemana de Gimnasia de Los Polvorines
Sociedad Alemana de Gimnasia de Polvorines, más conocido como S.A.G. Polvorines, es un club de balonmano y hockey de Argentina que juega en la L.H.C. 

## Palmarés
Torneos Nacionales, masculinos
- Campeón nacional, 1980.
- Campeón Súper Copa Argentina: 2004.
- Subcampeón Clausura: 2007.
- Subcampeón Clausura: 2008.[3]
- Subcampeón Apertura: 2010.[4]
- Subcampeón Clausura: 2014.[5]
- Tercer lugar Apertura: 2007.
- Tercer lugar Clausura: 2012.[5]

Torneos Nacionales, femeninos
- Campeón nacional, 1977.

## Historia deportiva
Sus comienzos a la actualidad
La fundación del club remonta a 1911, encausada por la comunidad alemana de la Argentina.
A este se han incorporado descendientes de inmigrantes de una amplia variedad de culturas, tanto europeas como originarias de América.
Dichas culturas organizaban múltiples eventos en busca de la unidad y el respeto entre razas.
En la historia del S.A.G. han pasado numerosos deportistas y atletas destacados a tal punto que el récord sudamericano de 100 metros llanos perteneció consecutivamente al club durante 30 años.
Actualmente en el S.A.G. Polvorines se practican una variedad de deportes que incluyen al Balonmano (femenino y masculino); Hockey sobre césped y Tenis. Súmandose actualmente el deporte nacional del Patín Artístico sobre ruedas al Club.
En la sede de Olivos, existen las disciplinas de Aquagym, Yoga (normal y postural), Gimnasia (damas), Ciclismo (Indoor), Kung Fu, Natación, Pilates, Columgym. Además posee un gimnasio y una piscina propia.

## Plantel
Jugadores
| No | Nacionalidad         | Jugador                      | Selección |
| -- | -------------------- | ---------------------------- | --------- |
| 1  | Bandera de Argentina | C. Arias (Arquero)           |           |
| 7  | Bandera de Argentina | B. Ferraro (Lateral/Extremo) |           |
| 8  | Bandera de Argentina | Cano                         |           |
| 10 | Bandera de Argentina | L. Gervasoni (Central)       |           |
| 15 | Bandera de Argentina | F. Gonzáles                  |           |
| 16 | Bandera de Argentina | A. Ledesma (Arquero)         |           |
| 52 | Bandera de Argentina | R. Ochoa                     |           |
| 80 | Bandera de Argentina | J. Parker (Lateral)          |           |
| 99 | Bandera de Argentina | M. Suárez                    |           |

| Leyenda |
| ------- |

 Selección Argentina (absoluta):
- J. Parker[19]